# Союз (США)
Союз (англ. Union) в США периода Гражданской войны — федерация 24 северных штатов, противостоящих южным Конфедеративным штатам Америки. Ныне это название употребляется реже, хотя в современном английском языке сохранилось название доклада президента «Послание о положении в Союзе» (англ. State of the Union message).
Хотя федерация объединяла также ряд западных штатов (Калифорния, Орегон, Невада), а также штаты Среднего Запада, штаты Союза часто называют просто Север (англ. the North) — как в те времена, так и сейчас. Например, 2-я глава книги К. Маля «Гражданская война в США» называется «Армии Севера и Юга».

## Штаты Союза
- Айова
- Вермонт
- Висконсин
- Делавэр
- Западная Виргиния
- Иллинойс
- Индиана
- Калифорния
- Канзас
- Кентукки
- Коннектикут
- Массачусетс
- Миннесота
- Миссури
- Мичиган
- Мэн
- Мэриленд
- Невада
- Нью-Джерси
- Нью-Йорк
- Нью-Гэмпшир
- Огайо
- Орегон
- Пенсильвания
- Род-Айленд

## История
В отличие от Конфедерации, Союз имел бо́льшую промышленно развитую и урбанизированную территорию (северо-восток) и более передовые транспортные и финансовые системы, чем аграрный Юг. К началу Гражданской войны соотношение трудовых ресурсов было 5 к 2 в пользу Союза. До начала войны Конфедерация сокращала и утрачивала контроль над увеличением количества ресурсов и населения, в то время как Союз наращивал своё потенциальное преимущество, что явилось предопределяющим в его победе над Конфедерацией. Но при этом Союзу потребовалось достаточно много времени, чтобы мобилизовать свои ресурсы.